# Arquiducado da Áustria
O arquiducado da Áustria (em  alemão: Erzherzogtum Österreich) foi um dos estados mais importantes dentro do Sacro Império Romano-Germânico e do núcleo das terras dinásticas dos Habsburgos. Com sua capital em Viena, o arquiducado foi centrado na bacia de Danúbio, que corresponde aproximadamente aos atuais estados austríacos de Baixa Áustria e Alta Áustria.
Localizado na periferia sudeste do Sacro Império Romano, que limita no Reino da Hungria além do rio Leitha. No sul foi confinado pelo Ducado de Estíria, com a borda na histórica passagem Semmering, enquanto no norte da Floresta da Boêmia e do rio Thaya marcava a fronteira com a Boêmia e Morávia. No oeste, a parte da Alta Áustria limitava-se ao ducado da Baviera, através do qual o histórico Innviertel (tradicional região austríaca) pertencia aos duques da Baviera até o tratado de Teschen de 1779, bem como sobre o arcebispado de Salzburgo na região de Salzkammergut.
O arquiduque Frederico V já havia promovido a ascensão da dinastia de Habsburgo em dimensões europeias com o arranjo do casamento entre seu filho Maximiliano e Maria Valois, herdeira de Borgonha em 1477. Depois que filho de Maximiliano, Filipe (cognominado de o Belo), ter se casado em 1496 com Joana I de Castela, seu filho Carlos V poderia ganhar uma herança ao qual o sol nunca se põe. No entanto, seu irmão mais jovem Fernando I reivindicou seus direitos e se tornou o arquiduque da Áustria em 1521. No mesmo ano se casou com a princesa Ana da Boêmia e Hungria, e após a morte de se cunhado Luís II da Hungria, herdou dois reinos em 1526. Fernando tornou-se rei dos Romanos a partir de 1531, sendo o progenitor do ramo austríaco da casa de Habsburgo (Habsburgo-Lorena de 1745 por diante), que, como arquiduques da Áustria, reis da Boêmia e Hungria, governou o Sacro Império até sua dissolução em 1806.
Em 1804, o imperador Francisco II de Habsburgo promoveu seus territórios dentro do Sacro Império Romano, juntamente com o Reino da Hungria para o Império Austríaco em reação a proclamação do Império Francês por Napoleão Bonaparte. Dois anos depois, Francisco dissolveu formalmente o Sacro Império Romano. O arquiducado da Áustria continuou a existir constituindo as terras de coroa (Kronland) dentro do império, apesar de ter sido dividido em Alta e Baixa Áustria para algumas finalidades. O título do arquiduque continuou a ser usado por membros da família imperial e o arquiducado só foi formalmente dissolvida em 1918 com o colapso do Império Austro-Húngaro e da criação dos distintos estados federais de Baixa e Alta Áustria na nova república da Áustria alemã.